# C10H14BrNO2
化学式C10H14BrNO2的化合物，摩尔质量：260.13 g/mol，可以指：
- 2C-B，CAS号：66142-81-2
- 2-溴-4,5-二甲氧基苯乙胺，CAS号：63375-81-5
- 3-溴-4,5-二甲氧基苯乙胺，CAS号：56139-04-9

|  | 这个同类索引页列出了具有相同分子式的化学物（即同分異構體）条目。 除非您是有意链接至本页，否则应将相应条目的内部链接指向正确的条目。 |